# I Gobierno Constitucional de Portugal
El I Gobierno Constitucional de Portugal comenzó el 23 de septiembre de 1976, bajo la jefatura de Mário Soares.
Las primeras elecciones democráticas para la presidencia de la República Portuguesa son realizadas por sufragio directo. Vence Ramalho Eanes, uno de los oficiales del Grupo de los Nueve.
El 12 de noviembre del mismo año se realizan las primeras elecciones autárquicas. Pasan a funcionar todas las instituciones democráticas. Portugal entra en el Consejo de Europa y simultáneamente inicia el proceso de adhesión a la Comunidad Económica Europea (actual Unión Europea).

## Composición
- Primer ministro y ministro de Asuntos Exteriores: Mário Soares
- Ministro de Estado: Henrique de Barros
- Ministro de Defensa: Mário Firmino Miguel
- Ministro de Planificación y Coordinación Económica: António Sousa Gomes
- Ministro de Administración Interna: Manuel da Costa Brás
- Ministro de Justicia: António de Almeida Santos
- Ministro de Finanzas: Henrique Medina Carreira
- Ministro de Agricultura y Pesca: António Barreto
- Ministro de Industria y Tecnología: Alfredo Nobre da Costa
- Ministro de Comercio y Turismo: Carlos Mota Pinto
- Ministro de Trabajo: António Maldonado Gonelha
- Ministro de Educación e Investigación Científica: Mário Sottomayor Cardia
- Ministro de Asuntos Sociales: Armando Bacelar
- Ministro de Transportes y Comunicaciones: Emílio Rui Vilar
- Ministro de Vivienda, Urbanismo y Construcción: Eduardo Pereira
- Ministro de Obras Públicas: João Almeida Pina

- Datos: Q678051